# Rege Motorenteile
Die REGE Motorenteile GmbH war ein Systemanbieter im Bereich der mechanischen Bearbeitung und Montage von komplexen Bauteilen. Mit etwa 700 Mitarbeitern produzierte Rege an den deutschen Standorten Eisenach und Witzenhausen sowie am rumänischen Standort in Brașov. 
Ende Januar 2017 wurde ein Insolvenzverfahren eröffnet. Im Januar 2018 wurde das Unternehmen von dem US-amerikanischen Investor JD Norman übernommen.
Im Oktober 2019 meldete JD Norman Insolvenz an, das Unternehmen sucht jetzt erneut einen Käufer.

## Produkte
REGE fertigte sechs Haupt-Produktgruppen: Zylinderköpfe, Pleuel, Common Rails, Zylinderkurbelgehäuse, Getriebegehäuse und Pumpengehäuse. In den vergangenen zwei Jahrzehnten hatte REGE über 200 verschiedene Zylinderkopf-Typen produziert. Seit 2004 lag der Fokus auf der Investition von neuen Technologien und Produkten, wie Common Rail.

## Geschichte
REGE Motorenteile wurde 1987 in Witzenhausen gegründet. 1996 erfolgte die Übernahme eines Zylinderkopfwerkes auf dem ehemaligen AWE-Gelände und jetzigem Werksgelände der Opel Eisenach GmbH in Eisenach West (Gewerbegebiet Griess). 1998 erfolgte der Umzug in einen Neubau im Industriegebiet Kindel bei Eisenach. 1999 wurde der Unternehmenssitz dorthin verlegt. 
2002 wurde REGE durch die INA-Holding Schaeffler KG zu 100 % übernommen, 2008 veräußerte Schaeffler sämtliche Anteile ihrer Tochtergesellschaft REGE Motorenteile GmbH & Co KG an die Beteiligungsgesellschaft Equivest, vertreten durch die CBR Management GmbH, München.
Mit der im Oktober 2013 gegründeten Vertriebsgesellschaft in Korea expandierte das Unternehmen zudem in Asien.
Der indische Konzern AMTEK hatte Rege 2015 übernommen.
Im März 2016 wurde Pläne zum massiven Personalabbau bekannt. Im Jahr darauf wurde am Amtsgericht Meiningen das vorläufige Insolvenzverfahren eröffnet.
Im Januar 2018 hatte der amerikanische Hersteller JD Norman REGE übernommen und beide Standorte weitergeführt, die Mitarbeiterzahl wurde auf 700 reduziert.
Im Juni 2020 wurde bekannt, dass die insolvente JD Norman Germany Ende September 2020 ihr thüringisches Werk im Industriegebiet Kindel schließt.